# Lopatînți, Șarhorod
Lopatînți (în ucraineană Лопатинці) este un sat în comuna Strilnîkî din raionul Șarhorod, regiunea Vinnița, Ucraina.

## Demografie
Componența lingvistică a localității Lopatînți
     Ucraineană (97,83%)
     Rusă (1,24%)
     Alte limbi (0,62%)
Conform recensământului din 2001, majoritatea populației localității Lopatînți era vorbitoare de ucraineană (97,83%), existând în minoritate și vorbitori de rusă (1,24%).